# ? (album de XXXTentacion)
Pour les articles homonymes, voir ? (homonymie).
Albums de XXXTentacion
17
(2017) Skins
Bad Vibes Forever
(2018, 2019)
Singles
1. A Ghetto Christmas Carol
Sortie : 11 décembre 2017
2. Hate Will Never Win
Sortie : 11 décembre 2017
3. Up Like an Insomniac (Freestyle)
Sortie : 11 décembre 2017
4. Red Light!
Sortie : 11 décembre 2017
5. Indecision
Sortie : 11 décembre 2017
6. changes
Sortie : 1er mars 2018
7. SAD!
Sortie : 1er mars 2018
8. Moonlight
Sortie : 14 août 2018
9. #PROUDCATOWNERREMIX (feat. Rico Nasty)
Sortie : 20 août 2019
10. Nocturne (a tribute to XXXTENTACION)
Sortie : 6 septembre 2019

? est le second album studio du rappeur américain XXXTentacion, paru le 16 mars 2018 (le 6 septembre 2019 vit la parution de l'édition Deluxe de l'album) sur le label Bad Vibes Forever, distribué par Caroline Distribution et Capitol Music. L'album est la suite du premier album de Tentacion, 17 et de l'EP A Ghetto Christmas Carol, tous deux sortis en 2017. L'album est principalement produit par le rappeur même, et son collaborateur John Cunningham et comprend notamment des apparitions de PnB Rock, Travis Barker et Joey Badass, entre autres.
? fut numéro 1 du Billboard 200 dès sa sortie, ce qui en fit le premier album d'XXXTentacion à obtenir ce statut. Le 7 août 2018, l'album fut certifié disque de platine par la RIAA. Trois singles sortirent pour le promouvoir : SAD!, changes et Moonlight. "Sad!" devint numéro 1 dans de nombreux classements à la suite de la mort du rappeur, dont le Billboard Hot 100.
Il s'agit du dernier album du rappeur sorti de son vivant, puisque celui-ci sera tué 3 mois plus tard, le 18 juin 2018. Une édition Deluxe anniversaire était initialement prévue pour le 26 juillet 2019 avant d'être repoussée au 6 septembre 2019. Elle comprend les instrumentaux des chansons de l'album, les chansons de l'EP A Ghetto Christmas Carol, des mémos vocaux datant des sessions d'enregistrement de l'album et de nouvelles musiques comprenant notamment des contributions de la rappeuse américaine Rico Nasty et de la compositrice japonaise de musiques de jeux vidéo Yoko Shimomura.

## Background
C'est en août 2017 que XXXTentacion sortit son album 17, qui connut un immense succès commercial. Néanmoins, de nombreux avis négatifs et un retour de flamme le poussent à annoncer sa retraite du monde de la musique, retraite temporaire puisqu'il signa un contrat de 6 millions de dollars avec Caroline Distribution pour un album et sortit l'EP A Ghetto Christmas Carol sur son compte SoundCloud, le 11 décembre 2017.
Après la sortie de cet EP, Tentacion annonça travailler sur trois nouveaux albums, respectivement titrés Bad Vibes Forever, Skins et ?, après la fin de son assignation à résidence, le 23 décembre 2017. Ce fut par le biais des réseaux sociaux, le 12 mars 2018, qu'il confirma la date de sortie définitive et la tracklist de l'album.

## Composition
Les chansons présentes dans l'album couvrent une grande variété de genres musicaux : musique acoustique, emo, rock indépendant, hip-hop old-school ou encore trap. La chanson I don't even speak spanish lol est présentée comme une musique reggaeton tandis que infinity (888) est une "chanson de hip-hop classique".

## Promotion
Le 28 janvier 2018, XXXTentacion poste une story Instagram dans laquelle la couverture de l'album est présentée, le tout accompagné de la mention "coming soon". Plus tard dans la journée, il fit cette déclaration à propos de ? : "Cet album ne parle pas des mots, c'est à propos des émotions... ça va être très difficile à comprendre, mais très facile à écouter... ce n'est pas ce à quoi vous vous attendez, même si vous pensez que vous comprenez ma musique, soyez prêts à ne pas comprendre cette musique."
Le 21 février 2018, XXXTentacion publie le titre Hope sur la plateforme SoundCloud. Ce titre est dédié aux victimes de la fusillade du 14 février 2018 survenue dans le lycée Marjory Stoneman Douglas de Parkland, une ville située dans le comté de Broward, en Floride, dont XXXTentacion est originaire,. Quelques jours après la sortie du single, le 25 février, le rappeur posta sur les réseaux sociaux des messages vagues dans lesquels il accuse le rappeur canadien Drake de vouloir le tuer, le tout accompagné d'images photoshoppées et au contenu cru de ce dernier. Tentacion clama après l'affaire que ses comptes avaient été piratés, bien qu'il y eut des spéculations sur le fait que les insultes envers Drake servaient en fait pour la promotion de Sad! et changes. 
Le 1er mars 2018, XXXTentacion dévoile deux singles issus de ? : changes et SAD!; qui atteindront respectivement les 37e et 1re places du Billboard Hot 100.
Le 11 mars 2018, XXXTentacion annonce la date de sortie de l'album via un live sur le réseau social Instagram ; ainsi la date de sortie de ? est fixée au vendredi 16 mars.
Après la mort du rappeur américain, assassiné à Miami, la famille de XXXTentacion annonce la version Deluxe de son second album ? pour le 6 septembre 2019 avec 53 titres au maximum,.

## Réception
? se classe à la première place du Billboard 200 la semaine de sa sortie, s'écoulant à 131 000 exemplaires lors de sa première semaine d'exploitation,.

## Liste des pistes
| Standard / Deluxe (CD 1 – 1-18 / Disque 1) | Standard / Deluxe (CD 1 – 1-18 / Disque 1)                                | Standard / Deluxe (CD 1 – 1-18 / Disque 1) | Standard / Deluxe (CD 1 – 1-18 / Disque 1) | Standard / Deluxe (CD 1 – 1-18 / Disque 1) | Standard / Deluxe (CD 1 – 1-18 / Disque 1) | Standard / Deluxe (CD 1 – 1-18 / Disque 1) | Standard / Deluxe (CD 1 – 1-18 / Disque 1) | Standard / Deluxe (CD 1 – 1-18 / Disque 1) | Standard / Deluxe (CD 1 – 1-18 / Disque 1) |
| No                                         | Titre                                                                     | Durée                                      |                                            |                                            |                                            |                                            |                                            |                                            |                                            |
| ------------------------------------------ | ------------------------------------------------------------------------- | ------------------------------------------ | ------------------------------------------ | ------------------------------------------ | ------------------------------------------ | ------------------------------------------ | ------------------------------------------ | ------------------------------------------ | ------------------------------------------ |
| 1.                                         | Introduction (instructions)                                               | 1:57                                       |                                            |                                            |                                            |                                            |                                            |                                            |                                            |
| 2.                                         | ALONE, PART 3                                                             | 1:49                                       |                                            |                                            |                                            |                                            |                                            |                                            |                                            |
| 3.                                         | Moonlight                                                                 | 2:15                                       |                                            |                                            |                                            |                                            |                                            |                                            |                                            |
| 4.                                         | SAD!                                                                      | 2:46                                       |                                            |                                            |                                            |                                            |                                            |                                            |                                            |
| 5.                                         | the remedy for a broken heart (why am I so in love)                       | 2:40                                       |                                            |                                            |                                            |                                            |                                            |                                            |                                            |
| 6.                                         | Floor 555                                                                 | 1:33                                       |                                            |                                            |                                            |                                            |                                            |                                            |                                            |
| 7.                                         | NUMB                                                                      | 3:06                                       |                                            |                                            |                                            |                                            |                                            |                                            |                                            |
| 8.                                         | infinity (888) (feat. Joey Bada$$)                                        | 2:56                                       |                                            |                                            |                                            |                                            |                                            |                                            |                                            |
| 9.                                         | going down!                                                               | 1:55                                       |                                            |                                            |                                            |                                            |                                            |                                            |                                            |
| 10.                                        | Pain = BESTFRIEND (feat. Travis Barker)                                   | 1:50                                       |                                            |                                            |                                            |                                            |                                            |                                            |                                            |
| 11.                                        | $$$ (feat. Matt Ox)                                                       | 2:10                                       |                                            |                                            |                                            |                                            |                                            |                                            |                                            |
| 12.                                        | love yourself (Interlude)                                                 | 0:48                                       |                                            |                                            |                                            |                                            |                                            |                                            |                                            |
| 13.                                        | SMASH! (feat. PnB Rock)                                                   | 1:49                                       |                                            |                                            |                                            |                                            |                                            |                                            |                                            |
| 14.                                        | I don't even speak spanish lol (feat. Rio Santana, Judah & Carlos Andrez) | 3:12                                       |                                            |                                            |                                            |                                            |                                            |                                            |                                            |
| 15.                                        | changes                                                                   | 2:02                                       |                                            |                                            |                                            |                                            |                                            |                                            |                                            |
| 16.                                        | Hope                                                                      | 1:50                                       |                                            |                                            |                                            |                                            |                                            |                                            |                                            |
| 17.                                        | schizophrenia                                                             | 1:20                                       |                                            |                                            |                                            |                                            |                                            |                                            |                                            |
| 18.                                        | before I close my eyes                                                    | 1:39                                       |                                            |                                            |                                            |                                            |                                            |                                            |                                            |
| 37:36                                      |                                                                           |                                            |                                            |                                            |                                            |                                            |                                            |                                            |                                            |

| Deluxe (CD 1 – 19-35 / Disque 2) | Deluxe (CD 1 – 19-35 / Disque 2)                                   | Deluxe (CD 1 – 19-35 / Disque 2) | Deluxe (CD 1 – 19-35 / Disque 2) | Deluxe (CD 1 – 19-35 / Disque 2) | Deluxe (CD 1 – 19-35 / Disque 2) | Deluxe (CD 1 – 19-35 / Disque 2) | Deluxe (CD 1 – 19-35 / Disque 2) | Deluxe (CD 1 – 19-35 / Disque 2) | Deluxe (CD 1 – 19-35 / Disque 2) |
| No                               | Titre                                                              | Durée                            |                                  |                                  |                                  |                                  |                                  |                                  |                                  |
| -------------------------------- | ------------------------------------------------------------------ | -------------------------------- | -------------------------------- | -------------------------------- | -------------------------------- | -------------------------------- | -------------------------------- | -------------------------------- | -------------------------------- |
| 19.                              | ALONE, PART 3 (Instrumental)                                       | 1:49                             |                                  |                                  |                                  |                                  |                                  |                                  |                                  |
| 20.                              | Moonlight (Instrumental)                                           | 2:15                             |                                  |                                  |                                  |                                  |                                  |                                  |                                  |
| 21.                              | SAD! (Instrumental)                                                | 2:46                             |                                  |                                  |                                  |                                  |                                  |                                  |                                  |
| 22.                              | the remedy for a broken heart (why am I so in love) (Instrumental) | 2:40                             |                                  |                                  |                                  |                                  |                                  |                                  |                                  |
| 23.                              | Floor 555 (Instrumental)                                           | 1:33                             |                                  |                                  |                                  |                                  |                                  |                                  |                                  |
| 24.                              | NUMB (Instrumental)                                                | 3:06                             |                                  |                                  |                                  |                                  |                                  |                                  |                                  |
| 25.                              | infinity (888) (Instrumental)                                      | 2:56                             |                                  |                                  |                                  |                                  |                                  |                                  |                                  |
| 26.                              | going down! (Instrumental)                                         | 1:55                             |                                  |                                  |                                  |                                  |                                  |                                  |                                  |
| 27.                              | Pain = BESTFRIEND (Instrumental)                                   | 1:50                             |                                  |                                  |                                  |                                  |                                  |                                  |                                  |
| 28.                              | $$$ (Instrumental)                                                 | 2:10                             |                                  |                                  |                                  |                                  |                                  |                                  |                                  |
| 29.                              | love yourself (Interlude) (Instrumental)                           | 0:48                             |                                  |                                  |                                  |                                  |                                  |                                  |                                  |
| 30.                              | SMASH! (Instrumental)                                              | 1:49                             |                                  |                                  |                                  |                                  |                                  |                                  |                                  |
| 31.                              | I don't even speak spanish lol (Instrumental)                      | 3:12                             |                                  |                                  |                                  |                                  |                                  |                                  |                                  |
| 32.                              | changes (Instrumental)                                             | 2:02                             |                                  |                                  |                                  |                                  |                                  |                                  |                                  |
| 33.                              | Hope                                                               | 1:50                             |                                  |                                  |                                  |                                  |                                  |                                  |                                  |
| 34.                              | schizophrenia (Instrumental)                                       | 1:20                             |                                  |                                  |                                  |                                  |                                  |                                  |                                  |
| 35.                              | before I close my eyes (Instrumental)                              | 1:39                             |                                  |                                  |                                  |                                  |                                  |                                  |                                  |
| 73:19                            |                                                                    |                                  |                                  |                                  |                                  |                                  |                                  |                                  |                                  |

| 1.  | Nocturne (a tribute to XXXTENTACION) (Yoko Shimomura) | 2:11 |
| 2.  | Hope (Freestyle)                                      | 2:18 |
| 3.  | Jah on Drums                                          | 0:59 |
| 4.  | Numb (Acoustic)                                       | 2:32 |
| 5.  | #PROUDCATOWNERREMIX (feat. Rico Nasty)                | 2:37 |
| 6.  | A Ghetto Christmas Carol                              | 1:45 |
| 7.  | Hate Will Never Win                                   | 1:44 |
| 8.  | Up Like an Insomniac (Freestyle)                      | 2:31 |
| 9.  | Red Light!                                            | 1:05 |
| 10. | Indecision                                            | 2:04 |
| 11. | Voice Memo 1 - Alone, Part 3                          | 2:37 |
| 12. | Voice Memo 2 - SAD!                                   | 3:38 |
| 13. | Voice Memo 3 - Moonlight                              | 2:29 |
| 14. | Voice Memo 4 - The Remedy for a Broken Heart          | 2:29 |
| 15. | Voice Memo 5 - Going Down!                            | 1:40 |
| 16. | Voice Memo 6 - Changes                                | 3:29 |
| 17. | Voice Memo 7 - Before I Close My Eyes                 | 2:10 |
| 18. | Voice Memo 8 - SAD! Video Concept                     | 3:14 |

## Personnel
Crédits adaptés des notes visibles sur Tidal et YouTube Music.
- XXXTentacion : voix, guitare sur schizophrenia, piano sur changes, production, enregistrement, mixage
- John Cunningham : guitare, piano, batterie, claviers, guitare basse, cordes, production, enregistrement, mixage
- Joey Badass : voix sur infinity (888)
- Travis Barker : batterie sur Pain = BESTFRIEND
- Matt Ox : voix sur $$$
- PnB Rock : voix sur SMASH! et changes, coproducteur sur changes
- Rio Santana : voix sur I don't even speak spanish lol
- Judah : voix sur I don't even speak spanish lol
- Carlos Andrez : voix sur I don't even speak spanish lol
- Robert Soukiasyan : batterie, guitare, production, enregistrement, mixage
- Adolfo Mercado : batterie
- Dell Soda, P. Soul, TM88, Tre Pounds, Den Beats, Laron Wages, Smash David & Rekless : production
- Dave Kutch : mastering
- Z3N : production, enregistrement, mixage
- Kevin Peterson : mastering, assistant au mastering
- John Crawford : enregistrement
- Koen Heldens : mixage
- Chris Quock : assistant à l'enregistrement
- Matt Malpass : enregistrement
- Karl Wingate : assistant à l'enregistrement

## Classements hebdomadaires
| Classement                          | Meilleure position |
| ----------------------------------- | ------------------ |
| Allemagne (Media Control AG)        | 13                 |
| Australie (ARIA)                    | 2                  |
| Autriche (Ö3 Austria Top 40)        | 5                  |
| Belgique (Flandre Ultratop)         | 3                  |
| Belgique (Wallonie Ultratop)        | 3                  |
| Canada (Canadian Albums Chart)      | 1                  |
| Danemark (Tracklisten)              | 1                  |
| Espagne (Promusicae)                | 53                 |
| États-Unis (Billboard 200)          | 1                  |
| États-Unis (Top R&B/Hip-Hop Albums) | 1                  |
| Finlande (Suomen virallinen lista)  | 2                  |
| France (SNEP)                       | 3                  |
| Irlande (IRMA)                      | 2                  |
| Italie (FIMI)                       | 8                  |
| Norvège (VG-lista)                  | 1                  |
| Nouvelle-Zélande (RIANZ)            | 1                  |
| Pays-Bas (Mega Album Top 100)       | 1                  |
| Portugal (AFP)                      | 48                 |
| Royaume-Uni (UK Albums Chart)       | 3                  |
| Royaume-Uni (R&B Albums)            | 1                  |
| Suède (Sverigetopplistan)           | 1                  |
| Suisse (Schweizer Hitparade)        | 4                  |

## Certifications
| Pays                    | Certification | Unités certifiées |
| ----------------------- | ------------- | ----------------- |
| Australie (ARIA)        | Platine       | 70 000            |
| Belgique (BEA)          | Or            | 10 000            |
| Canada (Music Canada)   | Platine       | 80 000            |
| Danemark (IFPI)         | 4 × Platine   | 80 000            |
| États-Unis (RIAA)       | 4 × Platine   | 4 000 000         |
| France (SNEP)           | 3 × Platine   | 300 000           |
| Italie (FIMI)           | Platine       | 50 000            |
| Norvège (IFPI)          | 2 × Platine   | 40 000            |
| Nouvelle-Zélande (RMNZ) | 2 × Platine   | 30 000            |
| Pays-Bas (NVPI)         | 2 × Platine   | 40 000            |
| Royaume-Uni (BPI)       | Platine       | 300 000           |
| Suède (GLF)             | Platine       | 30 000            |